# Буранова, Эсфирь Иосифовна
Эсфирь Иосифовна Буранова (в замужестве Страхова, урождённая Лидман; 14 мая 1907 — 13 мая 1994) — русская советская писательница, сценарист и драматург, журналист.

## Биография
С 1920-х годов работала журналистом в газете «Звезда Алтая». За свою работу была принята в Союз писателей.
В 1930-х годах режиссёром Верой Редлих на сцене Новосибирского государственного академического драматического театра «Красный факел» были поставлены пьесы Эсфирь Бурановой.
После переезда в Ленинград работала с киностудиями «Ленфильм» и «Мосфильм».

## Фильмография
- 1948 — «Драгоценные зёрна» («Ленфильм»)[2]
- 1961 — Водяной («Ленфильм»)
- 1966 — «Чёрт с портфелем» («Мосфильм»)[3]

## Семья
Муж — Афанасий Прокопьевич Страхов (?—13 ноября 1937), директор Сибирского строительного института (Сибстрин) в 1931—1936 гг.; репрессирован.
Сын — Сергей Афанасьевич Буранов (18 марта 1934—1 июня 2004).
Дочь — Ирина Афанасьевна Буранова.